# عبد الرحمن الحصين
الدكتور عبد الرحمن بن إبراهيم الحصين رئيس هيئة الرقابة والتحقيق السعودية سابقا، حيث عين بمرتبة وزير في 29 يناير 2015، وفي 12 ديسمبر صدر أمر ملكي بإعفائه من رئاسة الهيئة بعد ضمها إلى هيئة الرقابة ومكافحة الفساد (الهيئة الوطنية لمكافحة الفساد سابقا) وتعيينه عضوا في مجلس الشورى.

## المؤهلات العلمية
حاصل على شهادة الدكتوراه في القانون من كلية الحقوق بجامعة هارفارد عام 1415هـ، وشهادة الماجستير في القانون من كلية الحقوق بجامعة هارفارد عام 1405هـ، وشهادة دبلوم أنظمة من معهد الإدارة العامة بالرياض عام 1399هـ، وشهادة البكالوريوس من جامعة الإمام محمد بن سعود الإسلامية عام 1397هـ.